# Сабиров, Тимур Сафарович
Тимур Сафарович Сабиров (тадж. Собиров Темур Сафарович; 3 апреля 1940, село Суфиян, Орджоникидзеабадский район, Таджикская ССР, СССР — 23 июня 1977, Воронеж, РСФСР, СССР) — таджикский советский математик, доктор физико-математических наук (1975), профессор (1976).

## Биография
В 1961 году окончил физико-математический факультет Таджикского государственного университета, работал младшим научным сотрудником Отделения физико-математических наук Академии наук Таджикистана.
1964—1967 аспирант математико-механического факультета Воронежского государственного университета (научный руководитель М. А. Красносельский), 1968—1975 старший преподаватель, доцент кафедры алгебры и геометрии Воронежского государственного педагогического института, в 1975—1977 годах заведовал кафедрой.

## Основные публикации
- Исследования по теории рождения малых периодических решений из состояния равновесия в нелинейных системах дифференциальных уравнений. — М., 1981[3].
- К вопросу о непрерывности параметров решений краевых задач для дифференциальных уравнений в банаховых пространствах. II. Положительные решения. Т. С. Сабиров. — Изв. университеты. Математика., 1978, № 1, 97-109[5]
- Некоторые вопросы аналитической теории однопараметрического восприятия линейных операторов. Т. Сабиров. — Тр. ММО, 33 (1975), 67-106.
- К вопросу о непрерывности параметров решения краевой задачи для дифференциальных уравнений в банаховых пространствах. Т. С. Сабиров. — Изв. университеты. Математика., 1973, № 10, 59-68.
- Об асимптотических оценках функций Грина, сингулярно возбужденных дифференциальных операторов с почти периодическими коэффициентами. Т. С. Сабиров. — Дифференциальный. уравнения, 7: 5 (1971), 934—936.
- Геометрические свойства некоторых специальных конусов в банаховом пространстве T. Сабиров. « Математика». примечания, 5: 1 (1969), 63-70.
- Об устойчивости малых периодических решений в многомерных выводах. Т. Сабиров. — Отчет. АН СССР, 181: 4 (1968), 805—807.
- О настойчивости разработки почти периодических решений некоторых систем дифференциальных уравнений. В. Ш. Бурд, Т. Сабиров. — Отчет. АН СССР, 176: 5 (1967), 991—993.
- К вопросу об устойчивости малых периодических решений. Т. Сабиров. — Отчет. АН СССР, 167: 4 (1966), 755—757.

## Примечание
1. ↑  Mathematics Genealogy Project (англ.) — 1997.
2. ↑  Салом алейкум, Таджикистан! Анонсы событий, прогноз погоды на 3 апреля | Новости Таджикистана ASIA-Plus. Архивировано 9 августа 2014. Дата обращения: 28 июня 2018.
3. 1 2  Арбобони илми тоҷик (асри ХХ-аввали асри ХХI) / Муаллиф-мураттиб Ёрмуҳаммади Сучонӣ; Зери таҳрири Сайфидин Назарзода. — Д., 2016. — С. 533—534. — 720 с.
4. ↑  ВОРОНЕЖСКИЙ ГОСУДАРСТВЕННЫЙ ПЕДАГОГИЧЕСКИЙ УНИВЕРСИТЕТ КАФЕДРА ВЫСШЕЙ МАТЕМАТИКИ. math.vspu.ac.ru. Дата обращения: 23 апреля 2021. Архивировано 24 февраля 2020 года.
5. ↑  Персоналии: Сабиров Тимур Сафарович. www.mathnet.ru. Дата обращения: 28 июня 2018. Архивировано 1 июля 2018 года.